# Kot̠āru
Kot̠āru, o anche Košāru o Kothāru, (in ugaritico 𐎋𐎆𐎘𐎗𐎆, kwt̠rw) era un dio-fabbro della mitologia ugaritica.

## Mitologia
Kothar è il capomastro e artigiano degli dei cananei. È un fermo sostenitore di Baal nel poema de il "Ciclo di Baal". Creò le sue due mazze magiche per costruire  un palazzo speciale, con una finestra attraverso la quale Baal può far piovere sulla terra. Questa finestra ha uno svantaggio, poiché Mot è in grado di entrare attraverso di essa per attaccare Baal. Kothar creò anche un arco speciale per l'eroe umano Aqhat. Kothar vivrebbe in Egitto e sarebbe associato al dio egizio artigiano Ptah. 